# Chrysocatharylla
Chrysocatharylla és un gènere d'arnes de la família Crambidae.

## Taxonomia
- Chrysocatharylla agraphellus (Hampson, 1919)
- Chrysocatharylla ceylonella (Bleszynski, 1964)
- Chrysocatharylla gozmanyi Bassi, 1999
- Chrysocatharylla lucasi (Schouten, 1994)
- Chrysocatharylla oenescentellus (Hampson, 1896)

## Espècies antigues
- Chrysocatharylla fusca Bassi, 1999